# Огнемёт

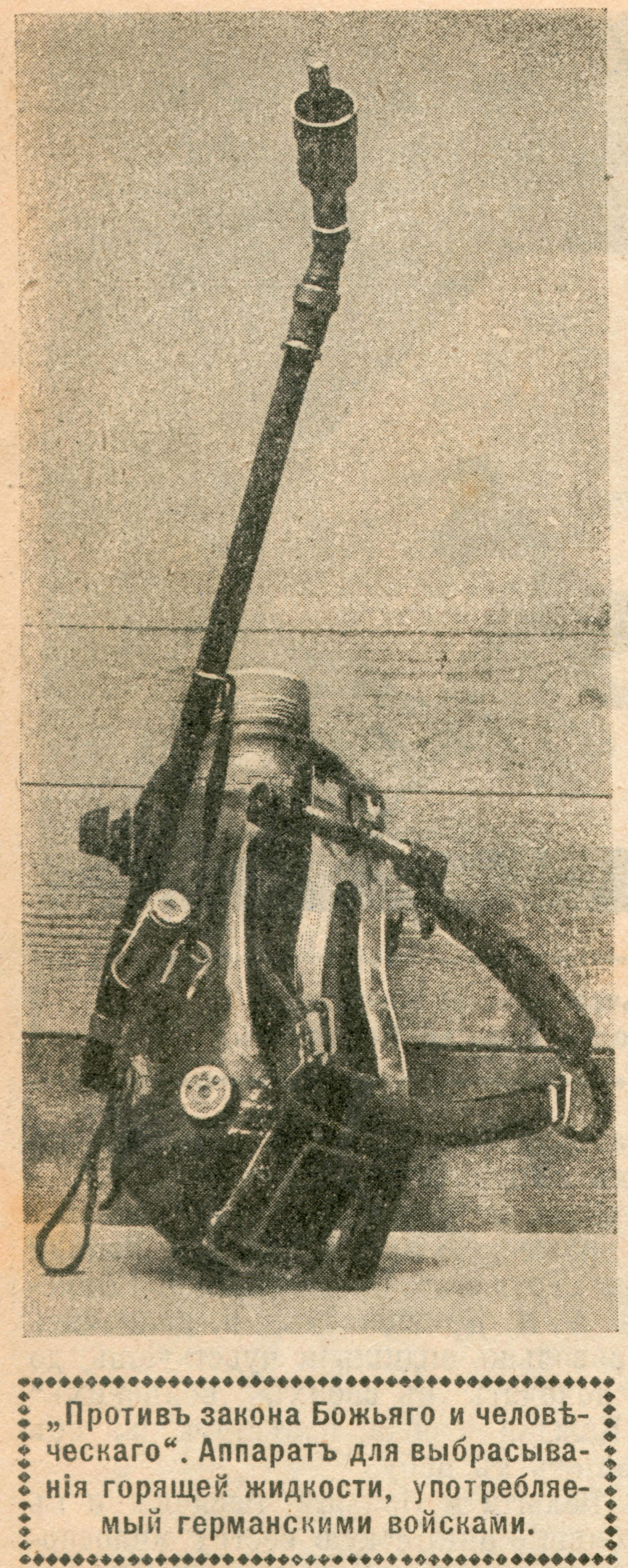
«Против закона Божьего и человеческого». Трофейный немецкий носимый огнемёт Клейф начала 1916 года

Огнемёт — оружие, поражающее цель огнесмесью (горящим веществом, обжигающим или поджигающим цель). Существуют также сельскохозяйственные огнемёты (газовые горелки), применяемые для уничтожения сорняков и вредителей.

## Виды огнемётов

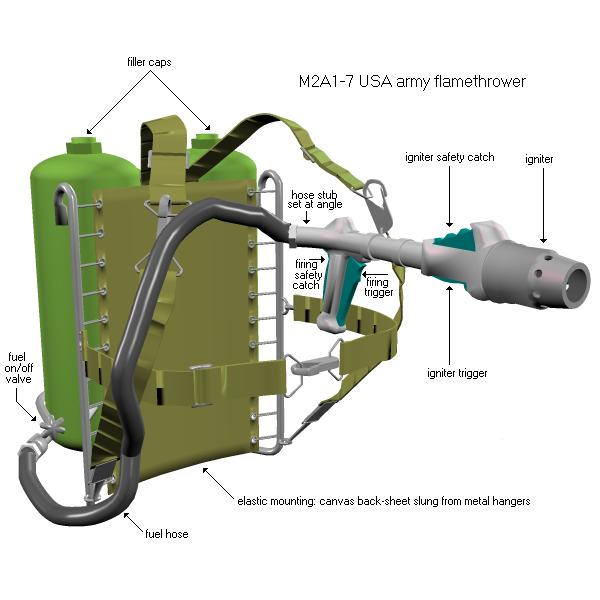
Ранцевый (носимый) огнемёт

По принципу действия огнемёты подразделяются на струйные (отдельной разновидностью которых являются фугасные), капсульно-струйные, капсульные. Струйные огнемёты подразделяются на ранцевые (также «носимые», «лёгкие»; обслуживаются одним огнемётчиком), тяжёлые (обслуживаются несколькими огнемётчиками), механизированные (устанавливаемые на автомобилях и различной бронетехнике) и танковые (разработанные специально для использования в качестве основного или вспомогательного вооружения огнемётных танков); капсульные — на ампуломёты и реактивные огнемёты (последние также могут иметь капсульно-струйный принцип действия).

## История

### Прообразы огнемётов
Прообразом огнемёта можно считать знаменитый «греческий огонь» — древнее оружие, при помощи которого византийцы, в частности, поджигали суда противника в морских сражениях. В начале XVIII века инженер Василий Корчмин вооружил русские корабли сконструированными им огнемётными трубами и вместе с Петром I разработал наставление для их применения.

### Струйные огнемёты

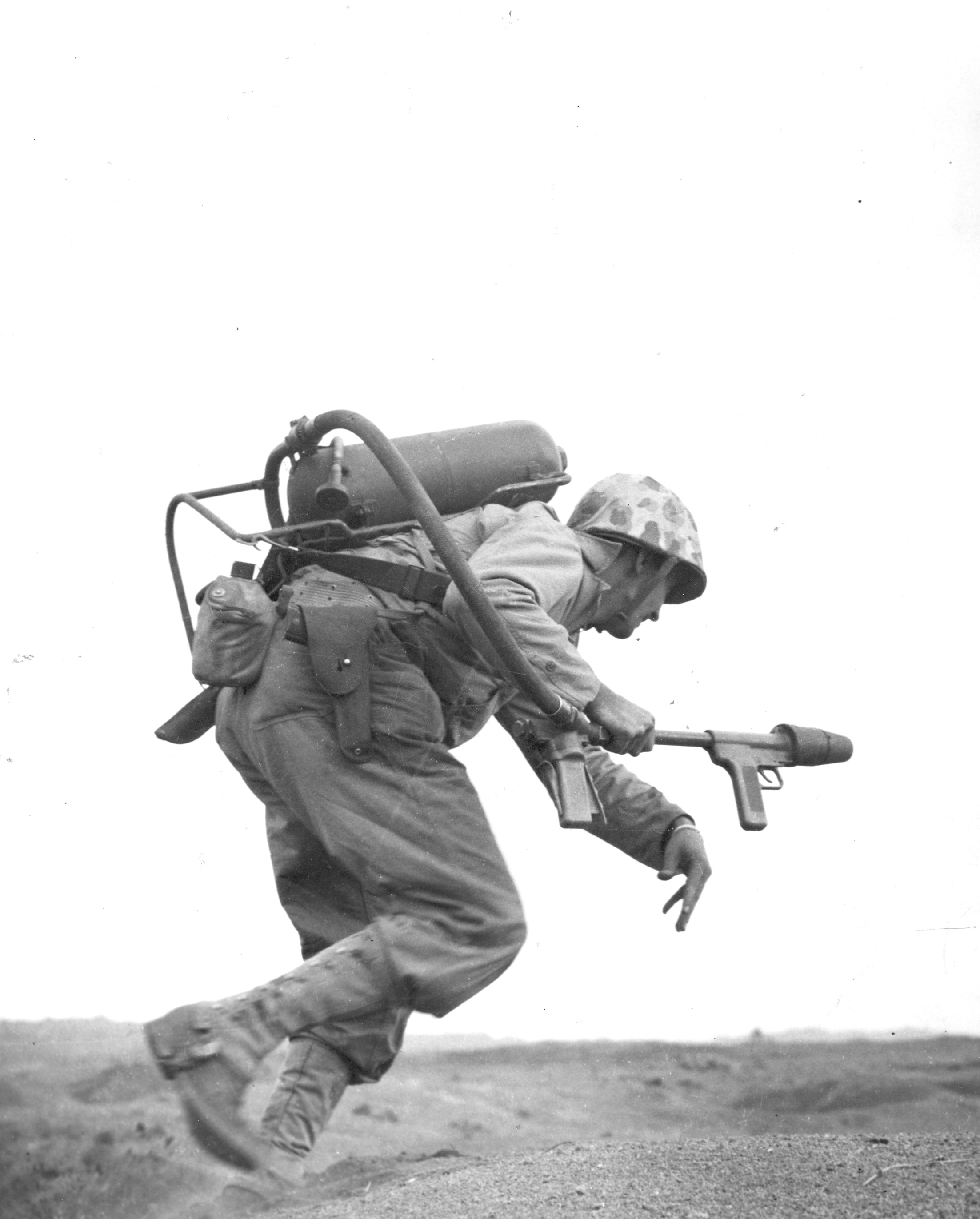
Ранцевый огнемёт M2A1-7 в руках американского солдата

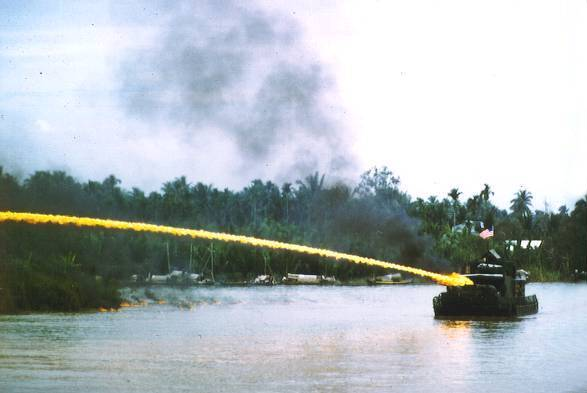
Использование огнемётной установки с речного судна американцами во Вьетнаме

Огнемёты современного типа появились в начале XX века. Первый ранцевый огнемёт создал немецкий учёный Рихард Фидлер в 1901 году. Неоднократно ученый в данный период предлагал огнемет русской армии.
Огнемёты применялись ещё в Балканской войне и широко использовались уже в Первую мировую войну для уничтожения огневых точек противника. Оказалось, что огнемёт имеет не только высокую эффективность, но и сильное психологическое воздействие: были случаи, когда солдаты бросались в бегство только при одном появлении огнемётчиков. Применение огнеметов осуществлялось в соответствии со специальной тактикой.
К началу Второй мировой войны огнемёты состояли на вооружении большинства развитых стран. В химических войсках РККА ранцевыми огнемётами вооружались инженерно-штурмовые части РВГК. Танковыми огнемётами оснащались машины на базе Т-26, Т-34, КВ (в СССР они назывались «химическими танками»).
Ранцевые огнемёты имели весьма посредственную дальность стрельбы: огнесмесь выбрасывалась из них под воздействием сжатого воздуха. Однако к началу Второй мировой войны были разработаны мощные фугасные огнемёты, в которых требуемое давление создавалось путём взрыва пороховой шашки. Огнемёт стал проще в изготовлении, при этом дальность поражения возросла. В новых танковых огнемётах (например, советские АТО-41, АТО-42) вместо пороховой шашки использовался холостой выстрел от 45-мм пушки.

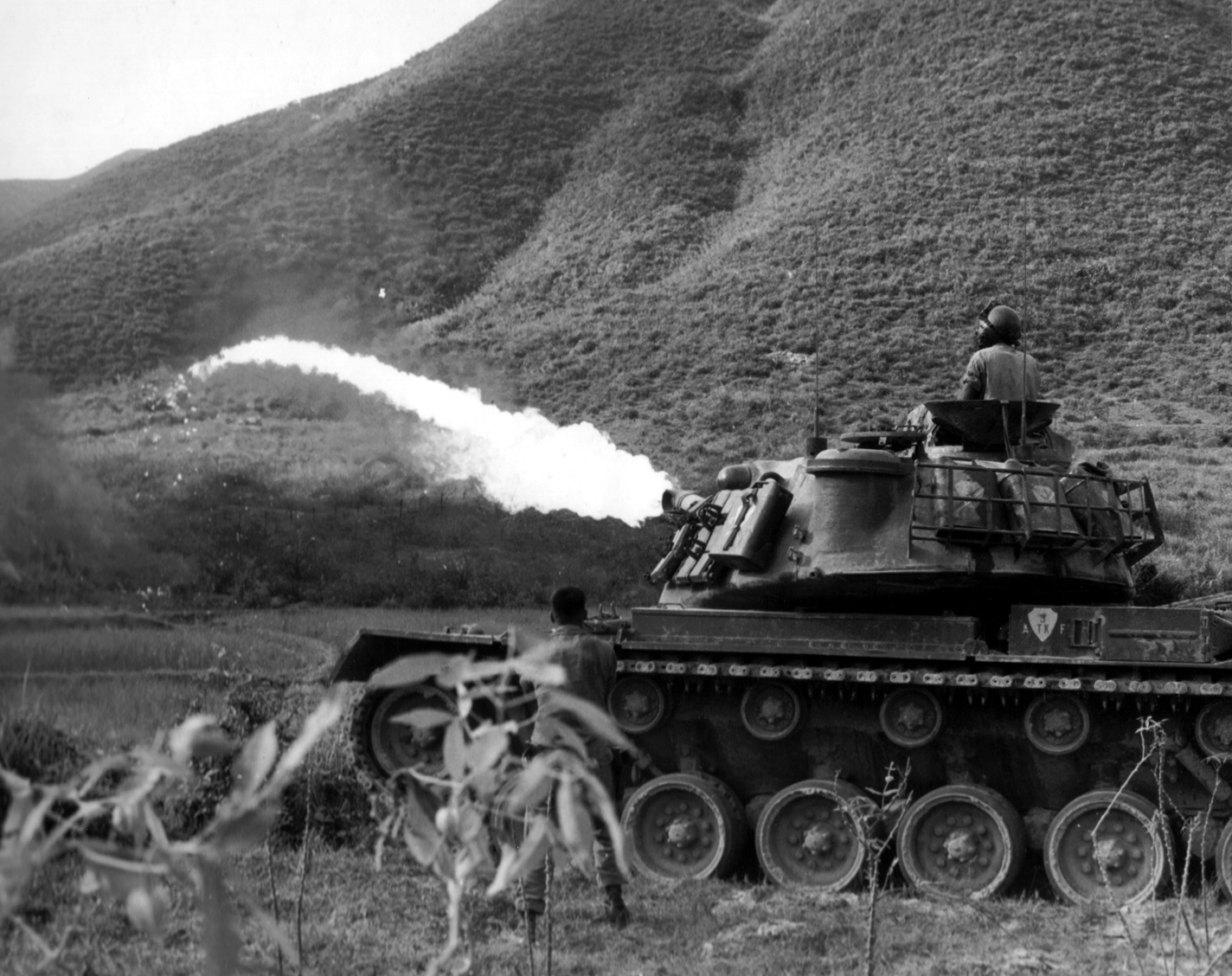
Огнемётный танк M67 во Вьетнаме, 1966

Если ранцевые и танковые огнемёты в первую очередь используются для уничтожения огневых точек, а также открыто расположенной живой силы противника, то фугасные огнемёты могут применяться и против танков.

### Реактивные огнемёты

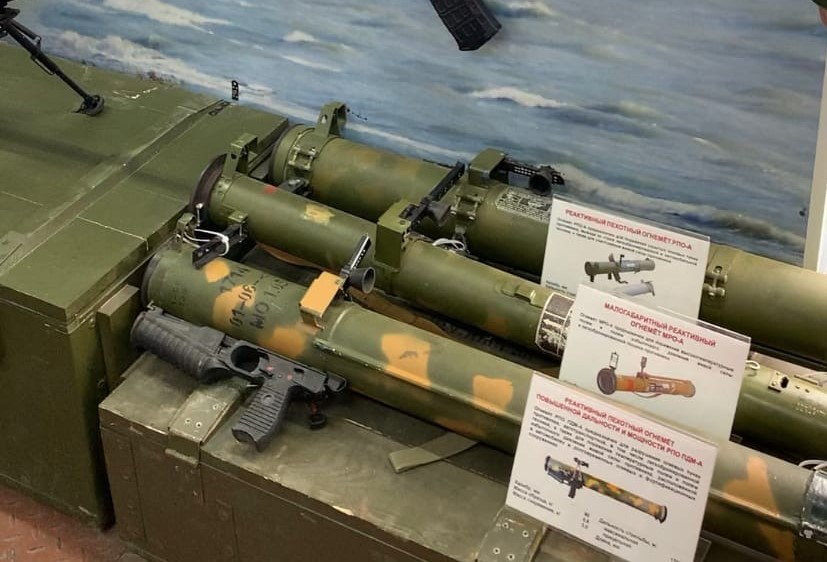
Ручные реактивные огнемёты. Россия

Проблемой «классического» огнемёта является незначительная дальность эффективной стрельбы: 50—200 метров. Причины следующие: во-первых, горючая смесь воспламеняется в момент её выброса наружу. В полёте она горит и рассеивается. Таким образом, далеко не вся жидкость достигает цели. Во-вторых, из-за технических и физических ограничений невозможно бесконечно увеличивать рабочее давление. Кроме того, струйный огнемёт сам по себе является взрывоопасным устройством большого размера и попадание по баку с огнесмесью может спровоцировать взрыв, ранящий и убивающий не только самого огнемётчика, но и всех, кто находится рядом.
Решение было найдено в виде реактивного огнемёта. При такой схеме огнесмесь покидает пусковую установку в специальном снаряде. Жидкость воспламеняется, когда снаряд проходит рядом с целью (как правило, над ней). Примеры реактивных огнемётов — советские РПО «Рысь» и РПО-А «Шмель», а также российские МРО-А и «Варна-С». На вооружении Войск РХБЗ РФ стоят уникальные тяжёлые реактивные огнемёты ТОС-1 «Буратино» и его модификация ТОС-1А «Солнцепёк» на гусеничном ходу.
В современных РПО в качестве огнесмеси применяются как зажигательные, так и термобарические составы.